# Magyarország honvédelmi minisztereinek listája
A honvédelmi miniszter a magyar kormány tagja, és a Honvédelmi Minisztérium vezetője. Ő nevezi ki a Magyar Honvédség vezérkari főnökét.
A posztot a Tanácsköztársaság idején hadügyi népbiztosnak nevezték,  hadügyminiszternek pedig az 1848-as forradalom idején, és egy rövid ideig az őszirózsás forradalom alatt.
Az ötödik Orbán-kormány megalakulásával a miniszterelnök Szalay-Bobrovniczky Kristófot, tartalékos századost kérte fel a honvédelmi minisztérium vezetésére, aki Benkő Tibor altábornagyot váltotta a miniszteri székben. Szalay-Bobrovniczky 2022 óta tölti be a tisztséget.

## Hivatalos neve
| Név                  | Kezdete            | Vége                |
| -------------------- | ------------------ | ------------------- |
| Hadügyminiszter      | 1848. április 7.   | 1849. augusztus 14. |
| Honvédelmi miniszter | 1867. február 17.  | 1918. október 31.   |
| Hadügyminiszter      | 1918. október 31.  | 1919. március 21.   |
| Hadügyi népbiztos    | 1919. március 21.  | 1919. augusztus 1.  |
| Hadügyminiszter      | 1919. augusztus 1. | 1920. február 29.   |
| Honvédelmi miniszter | 1920. február 29.  | napjainkig          |

## Lista

### Magyar Királyság (1848–1849)
| # | Portré                          | Miniszter                                      | Hivatal kezdete | Hivatal vége      | Párt           | Párt | Kormány   |
| - | ------------------------------- | ---------------------------------------------- | --------------- | ----------------- | -------------- | ---- | --------- |
| 1 |                                 | gróf németújvári Batthyány Lajos (1807–1849)   | 1848. április 7 | 1848. május 23.   | Ellenzéki Párt |      | Batthyány |
| 1 | kehidai Deák Ferenc (1803–1876) |                                                | 1848. április 7 | 1848. május 23.   | Ellenzéki Párt |      | Batthyány |
| 2 |                                 | pacséri Mészáros Lázár altábornagy (1796–1858) | 1848. május 23. | 1849. április 14. | Hadsereg       |      | Batthyány |
| 2 | Békepárt                        | pacséri Mészáros Lázár altábornagy (1796–1858) | 1848. május 23. | 1849. április 14. |                | OHB  |           |

### Magyar Állam (1849)
| #                                              | Portré | Miniszter                                                           | Hivatal kezdete            | Hivatal vége               | Párt           | Párt | Kormány         |
| ---------------------------------------------- | ------ | ------------------------------------------------------------------- | -------------------------- | -------------------------- | -------------- | ---- | --------------- |
| (2)                                            |        | Ideiglenesen pacséri Mészáros Lázár altábornagy (1796–1858)         | 1849. április 14.          | 1849. április 28.          | Békepárt       |      | Szemere-kormány |
| 3                                              |        | Ideiglenesen Damjanich János vezérőrnagy (1804–1849)                | 1849. április 28.          | 1849. április 28.          | Hadsereg       |      | Szemere-kormány |
| (2)                                            |        | Ideiglenesen pacséri Mészáros Lázár altábornagy (1796–1858)         | 1849. április 28.          | 1849. április 30./május 6. | Békepárt       |      | Szemere-kormány |
| —                                              |        | Görgei Artúrt helyettesíti Klapka György honvédtábornok (1820–1892) | 1849. április 30./május 6. | 1849. május 26.            | Hadsereg       |      | Szemere-kormány |
| 4                                              |        | görgői és toporci Görgei Artúr altábornagy (1818–1916)              | 1849. május 26.            | 1849. július 7.            | Hadsereg       |      | Szemere-kormány |
| ―                                              |        | Ideiglenesen udvardi és kossuthfalvi Kossuth Lajos (1802–1894)      | 1849. július 7.            | 1849. július 14.           | Ellenzéki Párt |      | Szemere-kormány |
| 5                                              |        | Aulich Lajos vezérőrnagy (1792–1849)                                | 1849. július 14.           | 1849. augusztus 11.        | Hadsereg       |      | Szemere-kormány |
| Üres 1849. augusztus 11. – 1849. augusztus 13. |        |                                                                     |                            |                            |                |      |                 |

### Magyar Királyság (1849–1867)
| #                                            | Portré | Miniszter | Hivatal kezdete | Hivatal vége | Párt | Párt | Kormány |
| -------------------------------------------- | ------ | --------- | --------------- | ------------ | ---- | ---- | ------- |
| Üres 1849. augusztus 13. – 1867. február 17. |        |           |                 |              |      |      |         |

### Szent István Koronájának Országai, Osztrák–Magyar Monarchia (1867–1918)
| #                                              | Portré              | Miniszter                                                         | Hivatal kezdete     | Hivatal vége       | Párt                   | Párt      | Kormány             |
| ---------------------------------------------- | ------------------- | ----------------------------------------------------------------- | ------------------- | ------------------ | ---------------------- | --------- | ------------------- |
| 6                                              |                     | csíkszentkirályi és krasznahorkai gróf Andrássy Gyula (1823–1890) | 1867. február 17.   | 1871. november 14. | Deák-párt              |           | Andrássy            |
| 7                                              |                     | nagylónyai és vásárosnaményi gróf Lónyay Menyhért (1822–1884)     | 1871. november 14.  | 1872. december 4.  | Deák-párt              |           | Lónyay              |
| 8                                              |                     | Ideiglenesen okányi és érkenézi Szlávy József (1818–1900)         | 1872. december 4.   | 1872. december 15. | Deák-párt              |           | Szlávy              |
| 9                                              |                     | keresztesi Szende Béla (1823–1882)                                | 1872. december 15.  | 1874. március 21.  | Független              |           | Szlávy              |
| 9                                              | 1874. március 21.   | keresztesi Szende Béla (1823–1882)                                | 1875. március 2.    | Bittó              | Független              |           |                     |
| 9                                              | 1875. március 2.    | keresztesi Szende Béla (1823–1882)                                | 1875. október 20.   | Wenckheim          | Független              |           |                     |
| 9                                              | 1875. október 20.   | keresztesi Szende Béla (1823–1882)                                | 1882. augusztus 18. | Tisza Kálmán       | Független              |           |                     |
| Üres 1882. augusztus 18. – 1882. augusztus 19. |                     |                                                                   |                     |                    |                        |           |                     |
| 10                                             |                     | rádai gróf Ráday Gedeon (1841–1883)                               | 1882. augusztus 19. | 1883. december 26. | Szabadelvű Párt        |           | Tisza Kálmán        |
| Üres 1883. december 26. – 1884. január 2.      |                     |                                                                   |                     |                    |                        |           |                     |
| 11                                             |                     | Ideiglenesen báró orczi Orczy Béla (1822–1917)                    | 1884. január 2.     | 1884. október 28.  | Szabadelvű Párt        |           | Tisza Kálmán        |
| 12                                             |                     | báró komlóskeresztesi Fejérváry Géza (1833–1914)                  | 1884. október 28.   | 1890. március 13.  | Független              |           | Tisza Kálmán        |
| 12                                             | 1890. március 13.   | báró komlóskeresztesi Fejérváry Géza (1833–1914)                  | 1892. november 19.  | Szapáry            | Független              |           |                     |
| 12                                             | 1892. november 19.  | báró komlóskeresztesi Fejérváry Géza (1833–1914)                  | 1895. január 15.    | Wekerle I.         | Független              |           |                     |
| 12                                             | 1895. január 15.    | báró komlóskeresztesi Fejérváry Géza (1833–1914)                  | 1899. február 26.   | Bánffy             | Független              |           |                     |
| 12                                             | 1899. február 26.   | báró komlóskeresztesi Fejérváry Géza (1833–1914)                  | 1903. június 27.    | Széll              | Független              |           |                     |
| 13                                             |                     | Dr. kolozsvári Kolossváry Dezső dandártábornok (1854–1919)        | 1903. június 27.    | 1903. november 3.  | Független              |           | Khuen-Héderváry I.  |
| 14                                             |                     | Nyíri Sándor altábornagy (1854–1911)                              | 1903. november 3.   | 1905. június 18.   | Szabadelvű Párt        |           | Tisza István I.     |
| 15                                             |                     | barabásszeghi Bihar Ferenc táborszernagy (1847–1920)              | 1905. június 18.    | 1906. március 6.   | Független              |           | Fejérváry           |
| 16                                             |                     | Szilli Pap Béla altábornagy (1845–1916)                           | 1906. március 6.    | 1906. április 8.   | Független              |           | Fejérváry           |
| 17                                             |                     | Ideiglenesen Wekerle Sándor (1848–1921)                           | 1906. április 8.    | 1906. április 14.  | Országos Alkotmánypárt |           | Wekerle II.         |
| 18                                             |                     | Jekel- és margitfalvi Jekelfalussy Lajos altábornagy (1848–1911)  | 1906. április 14.   | 1910. január 16.   | Országos Alkotmánypárt |           | Wekerle II.         |
| 19                                             |                     | báró Hazai Samu vezérezredes (1851–1942)                          | 1910. január 16.    | 1912. április 22.  | Nemzeti Munkapárt      |           | Khuen-Héderváry II. |
| 19                                             | 1912. április 22.   | báró Hazai Samu vezérezredes (1851–1942)                          | 1913. június 10.    | Lukács             | Nemzeti Munkapárt      |           |                     |
| 19                                             | 1913. június 10.    | báró Hazai Samu vezérezredes (1851–1942)                          | 1917. február 19.   | Tisza István II.   | Nemzeti Munkapárt      |           |                     |
| 20                                             |                     | vitéz uzsoki báró Szurmay Sándor gyalogsági tábornok (1860–1945)  | 1917. február 19.   | Tisza István II.   | 1917. június 15.       | Független |                     |
| 20                                             | 1917. június 15.    | vitéz uzsoki báró Szurmay Sándor gyalogsági tábornok (1860–1945)  | 1917. augusztus 23. | Esterházy          |                        | Független |                     |
| 20                                             | 1917. augusztus 23. | vitéz uzsoki báró Szurmay Sándor gyalogsági tábornok (1860–1945)  | 1918. október 31.   | Wekerle III.       |                        | Független |                     |

### Magyar Királyság (1918)
| #  | Portré | Miniszter                                            | Hivatal kezdete   | Hivatal vége       | Párt      | Párt | Kormány        |
| -- | ------ | ---------------------------------------------------- | ----------------- | ------------------ | --------- | ---- | -------------- |
| 21 |        | Linder Béla ezredes (1876–1962)                      | 1918. október 31. | 1918. november 9.  | Független |      | Károlyi Mihály |
| 22 |        | nagyborosnyói Bartha Albert vezérezredes (1877–1960) | 1918. november 9. | 1918. november 16. | Független |      | Károlyi Mihály |

### Magyar Népköztársaság (1918–1919)
| #    | Portré | Miniszter                                                | Hivatal kezdete    | Hivatal vége       | Párt       | Párt | Kormány        |
| ---- | ------ | -------------------------------------------------------- | ------------------ | ------------------ | ---------- | ---- | -------------- |
| (22) |        | nagyborosnyói Bartha Albert vezérezredes (1877–1960)     | 1918. november 16. | 1918. december 12. | Független  |      | Károlyi Mihály |
| —    |        | Ideiglenesen gróf nagykárolyi Károlyi Mihály (1875–1955) | 1918. december 12. | 1918. december 29. | 48-as Párt |      | Károlyi Mihály |
| —    |        | Ideiglenesen Böhm Vilmos (1880–1949)                     | 1918. december 12. | 1918. december 29. | MSZDP      |      | Károlyi Mihály |
| 23   |        | tolnai gróf Festetics Sándor (1882–1956)                 | 1918. december 29. | 1919. január 18.   | Független  |      | Károlyi Mihály |
| 24   |        | Ideiglenesen Böhm Vilmos (1880–1949)                     | 1919. január 18.   | 1919. március 21.  | MSZDP      |      | Berinkey       |

### Tanácsköztársaság (1919)
| #  | Portré           | Miniszter                                                                                               | Hivatal kezdete    | Hivatal vége     | Párt | Párt | Kormány                    |
| -- | ---------------- | --- | ------------------ | ---------------- | ---- | ---- | -------------------------- |
| 25 |                  | Pogány József (1886–1938)                                                                               | 1919. március 21.  | 1919. április 2. | MKP  |      | Forradalmi Kormányzótanács |
| 26 |                  | Kun Béla (1886–1939) Megosztva: Böhm Vilmos, Fiedler Rezső, Haubrich József és Szántó Béla              | 1919. április 3.   | 1919. június 24. | MKP  |      | Forradalmi Kormányzótanács |
| 26 |                  | Böhm Vilmos (1880–1949) Megosztva: Kun Béla, Fiedler Rezső, Haubrich József és Szántó Béla              | 1919. április 3.   | 1919. június 24. | MKP  |      | Forradalmi Kormányzótanács |
| 26 |                  | Fiedler Rezső (1884–1939) Megosztva: Kun Béla, Böhm Vilmos,Haubrich József és Szántó Béla               | 1919. április 3.   | 1919. június 24. | MKP  |      | Forradalmi Kormányzótanács |
| 26 |                  | Haubrich József (1883–1939) Megosztva: Kun Béla, Böhm Vilmos,Fiedler Rezső és Szántó Béla               | 1919. április 3.   | 1919. június 24. | MKP  |      | Forradalmi Kormányzótanács |
| 26 |                  | Szántó Béla (1881–1951) Június 24-ig megosztva: Kun Béla, Böhm Vilmos, Fiedler Rezső és Haubrich József | 1919. április 3.   | 1919. június 24. | MKP  |      | Forradalmi Kormányzótanács |
| 27 | 1919. június 24. | Szántó Béla (1881–1951) Június 24-ig megosztva: Kun Béla, Böhm Vilmos, Fiedler Rezső és Haubrich József | 1919. augusztus 1. |                  | MKP  |      | Forradalmi Kormányzótanács |

### Ellenforradalmi kormányok (1919)
| # | Portré          | Miniszter                                       | Hivatal kezdete  | Hivatal vége        | Párt      | Párt | Kormány     |
| - | --------------- | ----------------------------------------------- | ---------------- | ------------------- | --------- | ---- | ----------- |
| — |                 | kisjolsvai Szabó Zoltán vezérőrnagy (1858-1934) | 1919. május 5.   | 1919. május 31.     | Független |      | Arad        |
| — |                 | nagybányai Horthy Miklós fővezér (1868-1957)    | 1919. május 31.  | 1919. június 6.     | Független |      | Szeged I.   |
| — | 1919. június 6. | nagybányai Horthy Miklós fővezér (1868-1957)    | 1919. július 12. | Szeged II.          | Független |      |             |
| — |                 | Belitska Sándor altábornagy (1872-1939)         | 1919. július 12. | 1919. augusztus 12. | Független |      | Szeged III. |

### Magyar Köztársaság (1919–1920)
| #                                             | Portré | Miniszter                                | Hivatal kezdete     | Hivatal vége       | Párt      | Párt | Kormány   |
| --------------------------------------------- | ------ | ---------------------------------------- | ------------------- | ------------------ | --------- | ---- | --------- |
| 28                                            |        | Haubrich József (1883-1939)              | 1919. augusztus 1.  | 1919. augusztus 6. | MSZDP     |      | Peidl     |
| Üres 1919. augusztus 6. – 1919. augusztus 15. |        |                                          |                     |                    |           |      |           |
| 29                                            |        | Schnetzer Ferenc vezérőrnagy (1867-1944) | 1919. augusztus 15. | 1919. november 24. | Független |      | Friedrich |
| 30                                            |        | Friedrich István (1883-1951)             | 1919. november 24.  | 1920. február 29.  | KNEP      |      | Huszár    |

### Magyar Királyság (1920–1946)
| #                                                                                                 | Portré              | Miniszter                                                                   | Hivatal kezdete      | Hivatal vége       | Párt                | Párt          | Kormány         |
| ------------------------------------------------------------------------------------------------- | ------------------- | --------------------------------------------------------------------------- | -------------------- | ------------------ | ------------------- | ------------- | --------------- |
| (30)                                                                                              |                     | Friedrich István (1883-1951)                                                | 1920. február 29.    | 1920. március 15.  | KNEP                |               | Huszár          |
| 31                                                                                                |                     | vitéz bádoki Soós Károly altábornagy (1869-1953)                            | 1920. március 15.    | 1920. július 19.   | Független           |               | Simonyi-Semadam |
| 32                                                                                                |                     | Sréter István altábornagy (1867-1942)                                       | 1920. július 19.     | 1920. december 16. | Független           |               | Teleki I.       |
| 33                                                                                                |                     | Belitska Sándor altábornagy (1872-1939)                                     | 1920. december 16.   | 1921. április 14.  | Független           |               | Teleki I.       |
| 33                                                                                                | 1921. április 14.   | Belitska Sándor altábornagy (1872-1939)                                     | 1923. június 28.     | Bethlen            | Független           |               |                 |
| 34                                                                                                |                     | gróf körösszegi és adorjáni Csáky Károly vezérezredes                       | 1923. június 28.     | Bethlen            | 1929. október 10.   | Független     |                 |
| 35                                                                                                |                     | vitéz jákfai Gömbös Gyula gyalogsági tábornok                               | 1929. november 10.   | Bethlen            | 1931. augusztus 24. | Egységes Párt |                 |
| 35                                                                                                | 1931. augusztus 24. | vitéz jákfai Gömbös Gyula gyalogsági tábornok                               | 1932. október 1.     | Károlyi Gyula      |                     | Egységes Párt |                 |
| 35                                                                                                | 1932. október 1.    | vitéz jákfai Gömbös Gyula gyalogsági tábornok                               | 1936. szeptember 2.  | NEP                |                     | Gömbös        |                 |
| —                                                                                                 |                     | vitéz leveldi Kozma Miklós alezredes (1884–1941) Gömbös Gyulát helyettesíti | 1936. május 14.      | 1936. augusztus 7. | NEP                 | Gömbös        |                 |
| 36                                                                                                |                     | Somkuthy József vezérezredes (1883-1961)                                    | 1936. szeptember 2.  | 1936. október 6.   | NEP                 | Gömbös        |                 |
| 37                                                                                                |                     | Rőder Vilmos vezérezredes (1881-1969)                                       | 1936. október 12.    | 1938. május 14.    | NEP                 |               | Darányi         |
| 38                                                                                                |                     | vitéz nagylaki Rátz Jenő altábornagy (1882-1949)                            | 1938. május 14.      | 1938. november 15. | NEP                 |               | Imrédy          |
| 39                                                                                                |                     | vitéz dálnokfalvi Bartha Károly vezérezredes (1884-1964)                    | 1938. november 15.   | 1939. február 16.  | Független           |               | Imrédy          |
| 39                                                                                                | 1939. február 16.   | vitéz dálnokfalvi Bartha Károly vezérezredes (1884-1964)                    | 1941. április 3.     | Teleki II.         | Független           |               |                 |
| 39                                                                                                | 1941. április 3.    | vitéz dálnokfalvi Bartha Károly vezérezredes (1884-1964)                    | 1942. március 9.     | Bárdossy           | Független           |               |                 |
| 39                                                                                                | 1942. március 9.    | vitéz dálnokfalvi Bartha Károly vezérezredes (1884-1964)                    | 1942. szeptember 24. | Kállay             | Független           |               |                 |
| 40                                                                                                |                     | vitéz lófő nagybaconi Nagy Vilmos vezérezredes (1884-1976)                  | 1942. szeptember 24. | Kállay             | 1943. június 12.    | Független     |                 |
| 41                                                                                                |                     | vitéz csataji Csatay Lajos vezérezredes (1886–1944)                         | 1943. június 12.     | Kállay             | 1944 . március 22.  | Független     |                 |
| 41                                                                                                | 1944. március 22.   | vitéz csataji Csatay Lajos vezérezredes (1886–1944)                         | 1944. augusztus 29.  | Sztójay            |                     | Független     |                 |
| 41                                                                                                | 1944. augusztus 29. | vitéz csataji Csatay Lajos vezérezredes (1886–1944)                         | 1944. október 16.    | Lakatos            |                     | Független     |                 |
| 42                                                                                                |                     | Beregfy Károly vezérezredes (1888-1946)                                     | 1944. október 16.    | 1945. március 28.  | Független           |               | Szálasi         |
| A szovjetek által támogatott Ideiglenes Nemzeti Kormányok 1944. december 22. – 1945. november 15. |                     |                                                                             |                      |                    |                     |               |                 |
| 43                                                                                                |                     | vitéz Vörös János vezérezredes (1891–1968)                                  | 1944. december 22.   | 1945. november 15. | Független           |               | INK             |
| 44                                                                                                |                     | Tombor Jenő vezérezredes (1880-1946)                                        | 1945. november 15.   | 1946. február 1.   | Független           |               | Tildy           |

### Magyar Köztársaság (1946–1949)
| #    | Portré             | Miniszter                                            | Hivatal kezdete      | Hivatal vége        | Párt      | Párt | Kormány     |
| ---- | ------------------ | ---------------------------------------------------- | -------------------- | ------------------- | --------- | ---- | ----------- |
| 45   |                    | Tombor Jenő vezérezredes (1880-1946)                 | 1946. február 1.     | 1946. február 4.    | Független |      | Tildy       |
| 45   | 1946. február 4.   | Tombor Jenő vezérezredes (1880-1946)                 | 1946. július 25.     | Nagy Ferenc         | Független |      |             |
| —    |                    | Ideiglenesen Nagy Ferenc (1903–1979)                 | 1946. augusztus 9.   | 1946. augusztus 21. | FKgP      |      | Nagy Ferenc |
| (22) |                    | nagyborosnyói Bartha Albert vezérezredes (1877–1960) | 1946. augusztus 21.  | 1947. március 14.   | Független |      | Nagy Ferenc |
| —    |                    | Ideiglenesen Dinnyés Lajos (1901–1961)               | 1947. március 14.    | 1947. május 31.     | FKgP      |      | Nagy Ferenc |
| —    | 1947. május 31.    | Ideiglenesen Dinnyés Lajos (1901–1961)               | 1947. szeptember 24. | Dinnyés             | FKgP      |      |             |
| 46   |                    | Veres Péter (1897-1970)                              | 1947. szeptember 24. | 1948. szeptember 9. | NPP       |      | Dinnyés     |
| 47   |                    | Farkas Mihály (1904-1965)                            | 1948. szeptember 9.  | 1948. december 10.  | MDP       |      | Dinnyés     |
| 47   | 1948. december 10. | Farkas Mihály (1904-1965)                            | 1949. augusztus 20.  | Dobi                | MDP       |      |             |

### Magyar Népköztársaság (1949–1989)
| #                                           | Portré               | Miniszter                                  | Hivatal kezdete     | Hivatal vége        | Párt                 | Párt  | Kormány   |
| ------------------------------------------- | -------------------- | ------------------------------------------ | ------------------- | ------------------- | -------------------- | ----- | --------- |
| (47)                                        |                      | Farkas Mihály (1904-1965)                  | 1949. augusztus 20. | 1952. augusztus 14. | MDP                  |       | Dobi      |
| (47)                                        | 1952. augusztus 14.  | Farkas Mihály (1904-1965)                  | 1953. július 4.     | Rákosi              | MDP                  |       |           |
| 48                                          |                      | Bata István altábornagy (1910-1982)        | 1953. július 4.     | 1955. április 18.   | MDP                  |       | Nagy I.   |
| 48                                          | 1955. április 18.    | Bata István altábornagy (1910-1982)        | 1956. október 24.   | Hegedüs             | MDP                  |       |           |
| 48                                          | 1956. október 24.    | Bata István altábornagy (1910-1982)        | 1956. október 26.   | Nagy II.            | MDP                  |       |           |
| 49                                          |                      | Janza Károly altábornagy (1914–2001)       | 1956. október 26.   | Nagy II.            | 1956. november 3.    | MDP   |           |
| 50                                          |                      | Maléter Pál vezérőrnagy (1917-1958)        | 1956. november 3.   | 1956. november 4.   | MSZMP                |       | Nagy III. |
| Üres 1956. november 4. – 1956. november 12. |                      |                                            |                     |                     |                      |       |           |
| 51                                          |                      | Münnich Ferenc (1886-1966)                 | 1956. november 12.  | 1957. március 1.    | MSZMP                |       | Kádár I.  |
| 52                                          |                      | Révész Géza vezérezredes (1902-1977)       | 1957. március 1.    | 1958. január 28.    | MSZMP                |       | Kádár I.  |
| 52                                          | 1958. január 28.     | Révész Géza vezérezredes (1902-1977)       | 1960. május 17.     | Münnich             | MSZMP                |       |           |
| 53                                          |                      | Czinege Lajos hadseregtábornok (1924–1998) | 1960. május 17.     | Münnich             | 1961. szeptember 13. | MSZMP |           |
| 53                                          | 1961. szeptember 13. | Czinege Lajos hadseregtábornok (1924–1998) | 1965. június 30.    | Kádár II.           |                      | MSZMP |           |
| 53                                          | 1965. június 30.     | Czinege Lajos hadseregtábornok (1924–1998) | 1967. április 14.   | Kállai              |                      | MSZMP |           |
| 53                                          | 1967. április 14.    | Czinege Lajos hadseregtábornok (1924–1998) | 1975. május 15.     | Fock                |                      | MSZMP |           |
| 53                                          | 1975. május 15.      | Czinege Lajos hadseregtábornok (1924–1998) | 1984. december 6.   | Lázár               |                      | MSZMP |           |
| 54                                          |                      | Oláh István hadseregtábornok (1926–1985)   | 1984. december 6.   | Lázár               | 1985. december 15.   | MSZMP |           |
| 55                                          |                      | Kárpáti Ferenc altábornagy (1926–2013)     | 1985. december 30.  | Lázár               | 1987. június 25.     | MSZMP |           |
| 55                                          | 1987. június 25.     | Kárpáti Ferenc altábornagy (1926–2013)     | 1988. november 24.  | Grósz               |                      | MSZMP |           |
| 55                                          | 1988. november 24.   | Kárpáti Ferenc altábornagy (1926–2013)     | 1989. október 7.    | Németh              |                      | MSZMP |           |
| 55                                          | 1989. október 7.     | Kárpáti Ferenc altábornagy (1926–2013)     | 1989. október 23.   | Németh              | Független            |       |           |

### Magyar Köztársaság (1989–2012)
| #    | Portré               | Miniszter                              | Hivatal kezdete   | Hivatal vége         | Párt      | Párt | Kormány       |
| ---- | -------------------- | -------------------------------------- | ----------------- | -------------------- | --------- | ---- | ------------- |
| (55) |                      | Kárpáti Ferenc altábornagy (1926–2013) | 1989. október 23. | 1990. május 23.      | Független |      | Németh        |
| 56   |                      | Für Lajos (1930–2013)                  | 1990. május 23.   | 1993. december 21.   | MDF       |      | Antall        |
| 56   | 1993. december 21.   | Für Lajos (1930–2013)                  | 1994. július 15.  | Boross               | MDF       |      |               |
| 57   |                      | Keleti György (1946–2020)              | 1994. július 15.  | 1998. július 8.      | MSZP      |      | Horn          |
| 58   |                      | Szabó János (1941–)                    | 1998. július 8.   | 2002. május 27.      | FKgP      |      | Orbán I.      |
| 59   |                      | Juhász Ferenc (1960–)                  | 2002. május 27.   | 2004. szeptember 29. | MSZP      |      | Medgyessy     |
| 59   | 2004. szeptember 29. | Juhász Ferenc (1960–)                  | 2006. június 9.   | Gyurcsány I.         | MSZP      |      |               |
| 60   |                      | Szekeres Imre (1950–)                  | 2006. június 9.   | 2009. április 14.    | MSZP      |      | Gyurcsány II. |
| 60   | 2009. április 14.    | Szekeres Imre (1950–)                  | 2010. május 29.   | Bajnai II.           | MSZP      |      |               |
| 61   |                      | Hende Csaba (1960–)                    | 2010. május 29.   | 2012. január 1.      | Fidesz    |      | Orbán II.     |

### Magyarország (2012–)
| #    | Portré          | Miniszter                                  | Hivatal kezdete      | Hivatal vége    | Párt            | Párt | Kormány   |
| ---- | --------------- | ------------------------------------------ | -------------------- | --------------- | --------------- | ---- | --------- |
| (61) |                 | Hende Csaba (1960–)                        | 2012. január 1.      | 2014. június 6. | Fidesz          |      | Orbán II. |
| (61) | 2014. június 6. | Hende Csaba (1960–)                        | 2015. szeptember 9.  | Orbán III.      | Fidesz          |      |           |
| 62   |                 | Simicskó István (1961–)                    | 2015. szeptember 10. | Orbán III.      | 2018. május 18. | KDNP |           |
| 63   |                 | Benkő Tibor vezérezredes (1955–)           | 2018. május 18.      | 2022. május 24. | Független       |      | Orbán IV. |
| 64   |                 | Szalay-Bobrovniczky Kristóf őrnagy (1970–) | 2022. május 24       | hivatalban      | Független       |      | Orbán V   |